# الجمعة القديمة (بني سعد)

تعديل مصدري - تعديل

الجمعة القديمة هي إحدى قرى عزلة الوحاوح بمديرية بني سعد التابعة لمحافظة المحويت، بلغ تعداد سكانها 334 نسمة حسب تعداد اليمن لعام 2004.